# Трубій Павло Олександрович
Павло́ Олекса́ндрович Трубій (нар. 9 липня 2003, Врублівка, Житомирська область, Україна — пом. 7 березня 2022, Горенка, Київська область, Україна) — український військовослужбовець, солдат Збройних сил України, учасник російсько-української війни. Кавалер ордена «За мужність» III ступеня (посмертно).

## Життєпис
Народився 9 серпня 2003 року в селі Врублівка Житомирської області. Згодом разом з сім'єю переїхав до селища Романів. Навчався в Романівській гімназії, котру закінчив в 2020 році. Після закінчення гімназії вступив до Житомирського військового інституту.
Бувши другокурсником ЖВІ, з перших днів повномасштабного російського вторгнення брав участь у боях за Київ.
7 березня 2022 року під час мінометного обстрілу поблизу села Горенка Київської області зазнав смертельних поранень. Похований 14 березня на кладовищі в селищі Романів. У Павла залишились мама, три сестри і два брати.

## Нагороди
- орден «За мужність» III ступеня (15 квітня 2022,посмертно) — за особисту мужність і самовіддані дії, виявлені у захисті державного суверенітету та територіальної цілісності України, вірність військовій присязі[6].